# 哈莫尼 (新澤西州沃倫縣)
哈莫尼（英語：Harmony）是位於美國新澤西州沃倫縣的普查規定居民點。

## 人口
根據2020年美國人口普查的數據，哈莫尼的面積為2.68平方千米，皆為陸地。當地共有人口374人，而人口密度為每平方千米139.55人。